# Crotalus armstrongi
Crotalus armstrongi también conocida como cascabel de Jalisco, cascabel oscura de la Sierra Madre o cascabel pigmea de montaña es una especie de serpiente venenosa de la familia Viperidae endémica de México y que anteriormente se le consideraba una subespecie de la cascabel transvolcánica.

## Descripción
La coloración de C. armstrongi varía en diferentes tonos de café, pudiendo ser amarillento, grisáceo o rojizo, y tiene de 32 a 52 manchas más oscuras, las cuales su anchura es mayor que su longitud. cuenta con manchas postoculares que recorren desde la comisura de la mandíbula hasta la parte posterior del ojo y en la nuca puede presentar una mancha en forma de lirio. Los machos de C. triseriatus suelen presentar menor número de escamas ventrales, pues estos últimos tienen de 130 a 151, mientras que las hembras tienen de 138 a 148. Los machos presentan de 24 a 31 escamas subcaudales mientras que las hembras de 18 a 28. Los ejemplares adultos pueden alcanzar longitudes de hasta 50 cm.

## Distribución y hábitat
Es una especie crepuscular-nocturna que habita bosques de pino y encino así como tierras de cultivo en zonas rocosas entre 1,600 y 3,270 metros sobre el nivel del mar en los estados de Jalisco, noroeste de Michoacán y sur de Nayarit, en donde se puede alimentar de otras serpientes, lagartijas, roedores, insectos y salamandras. Es una especie vivípara que puede tener de 4 a 6 crías.